# بزتشلو (مقاطعة فامنين)
بزتشلو (بالفارسية: بزچلو) هي قرية تقع في قسم بيشخور الريفي (مقاطعة فامنين) في إيران.